# Ohmmetru

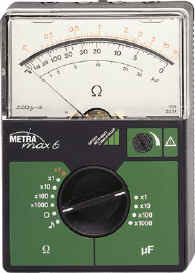

Ohmmetrul este un aparat electric de măsură, folosit pentru a măsura rezistența electrică, adică opoziția față de trecerea curentului electric printr-un circuit electric sau printr-un mediu conductor. Unitatea de măsură pentru rezistență electrică este în SI ohm-ul. Simbolul folosit pentru ohm este Ω. Un ohm (1Ω) este o valoare numerică a rezistenței a unui conductor ce permite trecerea prin el a unui curent electric de un amper (1A) dacă la capetele sale este aplicată o tensiune electrică continuă de un volt (1V). 

## Rezistență și impedanță
Rezistența electrică în regim de curent continuu este determinată în principal de proprietăți de material (rezistivitate electrică specifică) și de forma geometrică a conductorului, componentei electrice sau mediului conductor aflat în discuție. Ea este denumită în electrotehnică și rezistență ohmică. 
În cazurile de regim de curent alternativ, mai intră în considerație și factorii inductanță și capacitanță ai circuitului electric, ai componentei electrice respective. Rezistența electrică în curent alternativ este numită impedanță (electrică) și este o rezistență electrică complexă. 
Ohmmetrul este în mod obișnuit utilizat pentru măsurarea rezistențelor ohmice. Pentru domeniul rezistențelor de măsurat de valoare foarte mare, aparatul se numește megohmmetru și este îndeosebi folosit pentru măsurarea rezistențelor de izolație.

## Legea lui Ohm
{\displaystyle I={\frac {U}{R}}}

## Ohmmetru-serie
Ohmmetrul-serie este astfel denumit fiindcă rezistența de măsurat, Rx este legată în timpul măsurării ei în serie din punct de vedere electric (galvanic) cu miliampermetrul indicator de curent și rezistența proprie internă înseriată miliampermetrului, Ri a ohmmetrului.
Valoarea rezistenței de măsurat rezultă, conform formulei corespunzătoare circuitului de măsurare format:
{\displaystyle R_{x}=U({\frac {1}{I}}-{\frac {1}{I}}_{i})} unde:
- U este tensiunea electrică de curent continuu a sursei de curent;
- Rx este valorea rezistenței ohmice de măsurat;
- Ii este intensitatea curentului electric prin circuitul ohmmetrului, când se scurtcircuitează cele două borne de măsură. Deci "doar" prin a sa rezistența proprie internă, Ri "fără" Rx, căreia de fapt, prin scurtcircuitare i se atribuie valoarea minimă posibilă, cea de zero ohmi;
- I este intensitatea curentului prin circuitul ohmmetrului în timpul măsurării lui Rx.

Scala aparatului (ohmmetrului-serie) este gradată neproporțional, și are frecvent poziția (valoarea) de zero ("0" ohmi) în partea dreaptă, adică pentru curentul maxim prin circuit, când Rx = 0 (cazul scurtcircuit).